# Gröndals motorstadion

Gröndals motorstadion eller Smedstadion är en motorstadion, invigd 2002, cirka 10 km nordväst om Eskilstuna. Publikkapaciteten är cirka 16 000 åskådare. 
Speedwaybanan är 335 m lång. Banrekordet är 56.8 sekunder och sattes 24 maj 2022 av Daniel Bewley. Banan används som hemmabana för speedwayklubben Smederna. 
Orienteringstävlingen 10-mila hade stadion som tävlingscentrum 2007.